# راتي
رَتِي أو رَاتي (بالسنسكريتية: रति)، هي إلهة هندوسية للحب، والرغبة الجسدية، والشهوة، والعاطفة، والمتعة الجنسية.